# Базельский комитет по банковскому надзору
Базельский комитет по банковскому надзору — организация, действующая при содействии Банка международных расчётов, разрабатывающая единые стандарты и методики регулирования банковской деятельности, принимаемые в различных странах.
Основан в швейцарском Базеле в 1974 году президентами центральных банков стран «группы десяти» (G10). В комитет входят представители центральных банков крупнейших стран, в качестве наблюдателей в комитете работают представители основных международных финансовых организаций.

## Органы управления
Базельский комитет по банковскому надзору собирается четыре раза в год. Постоянно действующий секретариат при Банке международных расчётов располагается в Базеле.
Председатели комитета:
- 1991—1993 — Джеральд Карриган (E. Gerald Corrigan), бывший президент Федерального резервного банка Нью-Йорка, управляющий директор Goldman Sachs;
- 1993—1997 — Томмазо Падоа-Скьоппа, министр экономики и финансов Италии, бывший вице-президент Банка Италии, член управляющего совета ЕЦБ;
- 1997—1999 — Роджер Коул (Roger Cole), менеджер Федеральной резервной системы США;
- 1999—2003 — Уильям Макдоноу (William J. McDonough), президент Федерального резервного банка Нью-Йорка, член Федерального комитета по операциям на открытом рынке ФРС США (FOMC), руководитель комитета по надзору за аудитом публичных компаний при Комиссии по ценным бумагам и биржам США;
- 2003—2006 — Хайме Каруана (Jaime Caruana), управляющий Банка Испании;
- 2006—2011 — Наут Веллинк (Nout Wellink), президент Нидерландского банка и член управляющего совета Европейского центрального банка (ЕЦБ)[3];
- 2011—2019 года — Стефан Ингвес (Stefan Ingves), президент Банка Швеции;
- С 2019 года — Пабло Эрнандес де Кос, управляющий Банка Испании.

Под эгидой Базельского комитета по банковскому надзору созданы и действуют группа надзорных органов международных финансовых центров и региональная группа по банковскому надзору государств Закавказья, Центральной Азии и Российской Федерации.

## Деятельность
Основными задачами комитета являются внедрение единых стандартов в сфере банковского регулирования, в связи с чем организация разрабатывает директивы и рекомендации для органов регулирования государств-членов. Эти рекомендации не являются обязательными к выполнению, однако, в большинстве случаев находят своё отражение в национальных законодательствах государств-членов. Разработка директив и рекомендаций осуществляется в сотрудничестве с банками и органами регулирования всего мира и поэтому они используются не только в государствах-участниках, так например, работы по внедрению рекомендаций «Базель II» ведутся более чем в 100 странах. В Европейском союзе рекомендации комитета также используются для взаимной интеграции государств-членов союза.
Комитет отчитывается перед президентами центральных банков и руководителями ведомств по контролю за банковской деятельностью десяти крупнейших промышленно развитых стран и активно сотрудничает со странами, не являющимися его членами.
Основными документами Базельского комитета считаются:
- «Основные принципы эффективного надзора» (1997 год, пересмотрены в 2006 году);
- Базель-I (1988), согласно которому капитал банка для регулятивных целей должен быть подразделен на две категории — капитал первого и второго уровня, а все активы банка для регулятивных целей разделяются на 5 групп в зависимости от степени риска.
- Базель II (принят 26 июня 2004 года) — трёхкомпонентный стандарт, вводящий минимальные требования к капиталу (на основе Базель I), процедуры надзора и рыночную дисциплину;
- Базель III (принят в декабре 2010 года) — нормативы, усиливающие требования к капиталу и вводящие нормативы требований к ликвидности.

Базель IV – спорное определение для изменений, внесенных в 2016-2017 гг. в международные банковские стандарты. Регуляторы считают, что эти коррективы всего лишь завершают реформы Базеля III, сформировавшего в 2010-2011 гг. Однако, большинство изменений Базеля III были согласованы еще в те годы. Изменения 2016-2017 гг. затронули требования к расчету стоимости банковских активов, исходя из выявленных рисков, включая кредитные, процентные и операционные риски. 

## Члены
По состоянию на 2018 год в комитет входят представители центральных банков и органов финансового регулирования Аргентины, Австралии, Бельгии, Бразилии, Великобритании, Германии, Гонконга, Индии, Индонезии, Испании, Италии, Канады, Китая, Евросоюза, Люксембурга, Мексики, Нидерландов, России, Саудовской Аравии, США, Сингапура, Турции, Франции, Швеции, Швейцарии, ЮАР, Южной Кореи и Японии.
В статусе наблюдателей в комитете работают представители Чили, Малайзии и Объединённых Арабских Эмиратов. Европейская служба банковского надзора (англ. European Banking Authority), Европейская комиссия, Институт финансовой стабильности (англ. Financial Stability Institute) и Международный валютный фонд также принимают участие в работе на правах наблюдателя.